# Klara Ungar (Sängerin)
Klara Ungar, auch Clara Ungar (1840 in Wien – 16. Mai 1916 in Schöneberg bei Berlin) war eine österreichische Opernsängerin (Sopran), die in Deutschland auftrat.

## Leben
Ihre Eltern starben früh und sie wurde zusammen mit ihren beiden Schwestern, den späteren Schauspielerinnen Louise Ungar und Marie Ungar, in der Familie eines Onkels aufgezogen. Nachdem ihre Begabung für den Gesang entdeckt wurde, wurde sie in Wien Schülerin von Heinrich Proch und Richard Löffler. Sie debütierte am Hoftheater von Neustrelitz als „Agathe“ im Freischütz. Danach ging sie nach Augsburg, Stettin und an die Kroll-Oper in Berlin. Als Arthur Woltersdorff die Oper verließ, ging sie an die Rigaer Oper, danach nach Danzig und kehrte 1863 nach Berlin an das Friedrich-Wilhelmstädtische Theater zurück. Dort wirkte sie fast ausschließlich in Offenbachschen Operetten. Auf Grund von Überanstrengung verlor sie hier ihre Stimme und musste diese erst langsam wiederherstellen. 1874 verließ sie Berlin erneut und war in Hamburg, Breslau, Magdeburg und Düsseldorf engagiert. Sie spielte fortan auf Sprechbühnen in Dessau (1878 bis 1881), Sankt Petersburg, wieder Breslau (1883 bis 1885), am Stadttheater Brünn (1887 bis 1889), am Hoftheater in Oldenburg (1890 bis 1895), dann zum dritten Male in Breslau, am Schauspielhaus München und am Belle-Alliance-Theater in Berlin. 1900 zog sie sich von der Bühne zurück. Sie starb 1916 in Schöneberg bei Berlin.